# 1218년

## 연호
- 남송(南宋) 가정(嘉定) 11년
- 금(金) 흥정(興定) 2년
- 일본(日本) 겐포(建保) 6년
- 서하(西夏) 광정(光定) 8년
- 리 왕조(李朝) 끼엔자(建嘉) 8년

## 기년
- 남송(南宋) 영종(寧宗) 24년
- 금(金) 선종(宣宗) 6년
- 고려(高麗) 고종(高宗) 5년
- 몽골 칭기즈 칸 13년
- 서하(西夏) 신종(神宗) 8년
- 리 왕조(李朝) 혜종(惠宗) 8년

## 탄생
- 스콜라 철학자 보나벤투라